# Luisa Ronchini
Luisa Ronchini (Bergamo, 1933 – 13 luglio 2001) è stata una cantautrice italiana, nota per il suo importante ruolo nello studio e nella salvaguardia del patrimonio musicale popolare.

## Biografia
Nata a Bergamo nel 1933, si è poi trasferita prima a Bolzano e poi a Venezia, dove ha intrapreso l'attività di ceramista. Nella città lagunare ha iniziato a frequentare locali gruppi anarchici e una libreria in cui ha scoperto i dischi di musica popolare. Spronata dall'etichetta I Dischi del Sole ha iniziato a girare per calli e strade di Venezia, Chioggia e Treporti per raccogliere, registrando con il proprio registratore portatile, la musica popolare locale, sulla falsariga di quanto già fatto in precedenza da Violeta Parra in Cile.
Nel 1964 forma, assieme con Gualtiero Bertelli, il Canzoniere Popolare Veneto, in cui, nel 1965, entra anche Alberto D'Amico. Il gruppo mette assieme lo spettacolo Tera e aqua, che viene presentato per la prima volta a Venezia il 4 aprile. Dallo spettacolo viene tratto l'album Addio Venezia addio.
Nel 1965 incide il suo primo disco, l'EP Nineta cara per I Dischi del Sole, assieme al chitarrista Franco Baroni.
Negli anni seguenti Luisa Ronchini continua la sua attività tenendo concerti, assieme ad altri artisti importanti come ad esempio Gigi Proietti, e pubblicando altri dischi solisti e con il Canzoniere Popolare Veneto.
Nel 1986 la Ronchini e Alberto D'Amico, utilizzando il nome d'arte di Osvaldo e Vincenza, incidono una musicassetta di quattro brani a tema umoristico e anticlericale per la radio libera Radio Gamma 5 di Cadoneghe, che l'emittente radiofonica del padovano distribuisce nel negozio annesso alla radio e trasmette dalle proprie frequenze.
Nel 1990 Luisa Ronchini pubblica una raccolta di testi nel libro Sentime bona zente.
L'ultimo concerto è stato tenuto da Luisa Ronchini nel 1993, in occasione delle celebrazioni della nascita della Camera del Lavoro di Venezia, insieme a Gualtiero Bertelli, Alberto D'Amico e tanti altri.
È morta il 13 luglio del 2001 in seguito a una malattia rara.

## Discografia parziale

### Album
- 1975 - Semo tutte impiraresse
- 1977 - Mi vo' a cantar di Chioza... la chiara stela
- 2002 - Re Orso

### EP
- 1965 - Nineta Cara - Canzoni  popolari veneziane

### Singoli
- 1967 - Tera e aqua
- Sulla linea di condotta da tenere di fronte agli interrogatori in questura (con Gualtiero Bertelli)

## Libri
- Sentime bona zente (1990)